# Hannah Kasulka
Hannah Kasulka (Macon (Georgia), 11 mei 1988) is een Amerikaanse actrice die bekend staat om haar rol als Casey Rance in de televisieserie The Exorcist uit 2016 en als Meegan Bishop in Filthy Preppy Teens.

## Levensloop

### Vroege leven
Kasulka is geboren en getogen in de stad Macon, Georgia, als enig kind van haar moeder, een kapper en haar grootmoeder, een predikant. Ze studeerde aan het Georgia Institute of Technology in Atlanta en behaalde in 2009 een BS-graad in Management. Tijdens haar jaren als student aan de universiteit had Kasulka acteerlessen gevolgd. Na haar afstuderen verhuisde ze naar Los Angeles, Californië om een acteercarrière na te streven. Ze begon te werken in een coffeeshop en ontmoette mensen die haar overhaalden om zich bij The Upright Citizens Brigade Theatre aan te sluiten en zich in te schrijven voor acteer- en scènestudielessen, wat een goed platform bleek te zijn om haar acteercarrière te lanceren.

### Carrière
Kasulka had de film The Exorcist uit 1973 nog nooit gezien voordat ze een hoofdrol kreeg in de televisieserie 'The Exorcist uit 2016, als Casey Rance, een 18-jarig meisje dat bezeten is door een kwade kracht.
In 2019 speelde, schreef en regisseerde Kasulka de korte film Bird of Shame, volledig opgenomen in zwart-wit zonder enige dialoog. Kasulka speelde ook de hoofdrol in de horrorfilm Witches in the Woods die voor het eerst werd vertoond op het Arrow Video Frightfest 2019.
In 2021 schittert Kasulka in de film Playing God, waar ze Rachel speelt in een broer en zus oplichtersduo die proberen een door verdriet overmande miljardair op te lichten door hem te misleiden en hem voor te stellen aan wie hij denkt dat hij God is.

### Privéleven
Kasulka is een aanhanger van de Sheldrick Wildlife Trust, die een reddings- en rehabilitatieprogramma voor weesolifanten uitvoert in Kenia.